# Macrobrachium australe
Macrobrachium australe is een garnalensoort uit de familie van de Palaemonidae. De wetenschappelijke naam van de soort is voor het eerst geldig gepubliceerd in 1838 door Guérin-Méneville.